# Балацківська волость
Балацківська волость — адміністративно-територіальна одиниця Херсонського повіту Херсонської губернії.
Станом на 1886 рік складалася з 15 поселень, 15 сільських громад. Населення — 4281 особа (2105 чоловічої статі та 2176 — жіночої), 821 дворове господарство.
|                     | Площа, десятин | У тому числі орної, дес. |
| ------------------- | -------------- | ------------------------ |
| Сільських громад    | 8789           | 5832                     |
| Приватної власності | 37363          | 13984                    |
| Казенної власності  | 200            | —                        |
| Іншої власності     | 240            | 225                      |
| Загалом             | 46592          | 20041                    |

Найбільші поселення волості:
- Балацьке — село при озері Балацьке (Інгульське) в 74 верстах від повітового міста, 125 осіб, 20 дворів, станова квартира, церква православна, єврейський молитовний будинок, земська поштова станція, 4 лавки, базарь по неділях. В 15 верстах — залізнична станція, буфет. В 16 верстах — костел.
- Богданівка (Хренова) — село при річці Інгул, 256 осіб, 48 дворів, лавка.
- Лобріївка (Лобрина) — село при річці Інгул, 144 особи, 33 двори, лавка.
- Мар'ївка (Михайлівка, Папенгутова) — село при річці Інгул, 462 особи, 77 дворів, лавка.
- Ново-Данциг — колонія німців при річці Інгулець, 783 особи, 78 дворів, церква лютеранська, школа, лавка.
- Піски — село при річці Інгул, 816 осіб, 153 двори, церква православна, лавка.